# Amphicoelias altus
Amphicoelias altus ("dubbelt ihålig") är en dåligt känd typart av släktet Amphicoelias, en växtätande diplodocid som kan ha varit ett av de största dinosaurierna som någonsin hittats. Släktet baseras bland annat på en kvarvarande beskrivning av ett enda fossilt ben. Det avbildade benet försvann kort efter att ha studerats och beskrivits under 1870-talet. Beviset överlevde enbart i form av en teckning och fältskisser. Namnet kommer från grekiskans αμφι/amphi, som betyder 'på båda sidor', samt κοιλος/koilos, med betydelsen 'ihålig' eller 'konkav'.

## Beskrivning
Amphicoelias altus är känd från två ryggkotor, ett blygdben och ett lårben, samt några ben (skulderblad, coracoidben och armbågsben) som felaktigt tillskrivits arten. Dessa rester representerar en väldigt stor sauropod från toppen av Morrison-formationen i USA. McIntosh ser "ingen orsak till att man inte skall betrakta Amphicoelias fragillimus som en väldigt stor individ av Amphicoelias altus". (1998, Modern Geology 23:481-506). Fynden beräknas vara från yngre delen av juraperioden (tithonianskedet), det vill säga 154 - 151 miljoner år gamla. Arten beräknas ha varit runt 25 meter lång.